# Фенікс Джонс
Фенікс Джонс (англ. Phoenix Jones, справжнє ім'я Бенджамін Джон Френсіс Фодор, англ. Benjamin John Francis Fodor; 25 травня 1988, Техас) — американський борець змішаних бойових мистецтв, а також самопроголошений супергерой та борець зі злочинністю в Сієтлі. Лідер громадської групи з десяти активістів щодо запобігання вуличних злочинів під назвою «Rain City Superhero Movement», яка діє в Сієтлі та Лінвуді, штат Вашингтон.

## Боротьба зі злочинністю

### Поява образу
За словами Джонса, взяти справу поліції у свої руки його змусили декілька випадків, які змінили його враження про Сієтл. Перший стався коли його автомобіль зламали, розбивши скло, а його маленький син порізався об нього. При цьому свідками нападу на машину стали декілька людей, проте вони не стали втручатись. Вікно автомобіля розбили каменем завернутим в лижну маску, яку Джонс зберігав в бардачку. Згодом вони з другом серйозно постраждали біля дверей бару, коли на них напали агресивно налаштованих хлопців. Джонс розповідав що в той момент навколо було чоловік сімдесят, проте їм ніхто не допоміг.
Після цих випадків Джонс замислився — чому б не натягнути лижну маску і не допомогти поліції, особливо, якщо вона не поспішає приїжджати на виклик? Коли самостійна боротьба зі злочинністю зробила Джонса занадто впізнаваним, він зробив собі власний «супергеройський» костюм і взяв псевдонім. В новинах телеканалу CBS якось показали як Джонс перевтілюється в образ супергероя в задній кімнаті магазину коміксів, надягаючи бронежилет «Шкіра дракона» (Dragon Skin) і озброюючись кийком, перцевим балончиком, наручниками та аптечкою першої допомоги.

### Інциденти
- 2 січня 2011 року у Лінвуді Фенікс Джонс зупинив та прогнав автовикрадача, поки розгублений власник автомобіля не знав що робити. Згодом власник і Джонс зустрілись в студії програми новин, де той багато разів дякував Джонсу. За декілька днів ABC News показали сюжет де Джонс завадив п'яному водієві сісти за кермо, а коли той поліз битися, пригрозив застосувати кийок.
- 24 вересня 2011 року в Сієтлі Джонс застосував перцевий балончик проти автовикрадача, який намагався викрасти автобус, поки водій був зайнятий. Злодію вдалось втекти. Поліція приїхала на виклик лише за годину, тому Джонс допомоги не отримав.
- 9 жовтня 2011 року Джонса заарештували за участь в сварці біля нічного клубу, де він знову застосував перцевий балончик. Його звільнили за декілька годин під заставу. За декілька годин до цього Джонс врятував чоловіка від побиття, але нападникам вдалось втекти до прибуття поліції. Врятований назвав Джонса героєм і був йому дуже вдячний.
- 27 листопада 2011 року Джонс зловив та передав в руки поліції нападника, який вдарив ножем свою жертву. Практично на тому ж самому місці 6 січня 2012 року він запобіг бійці.
- 27 травня 2015 року Джонс завадив вдарити ножем людину. Він затримав нападника до прибуття поліції.
- 20 вересня 2015 року в Сієтлі Джонс помітив трьох чоловіків, які били людину прикладом пістолета. Він викликав поліцію, після чого знешкодив та затримав нападників. Усіх трьох заарештували.
- У червні 2020 року Джонса помітили серед патрульних Автономної Зони Капітолійського пагорба.

За словами Джонса його навички рукопашного бою неодноразово допомагали йому в боротьбі зі злочинцями, а сама боротьба не обходиться без травм. Так, одного разу його вдарили ножем, коли він втрутився в бізнес вуличного наркоторговця. Шкоди йому це не завдало, але костюм довелося лагодити. Бронежилет кілька разів рятував йому життя, коли в нього стріляли. У 2011 році Джонсу зламали ніс у бійці, але він не став звертатись до поліції і лікувався у свого приватного лікаря.

### Rain City Superhero Movement
Джонс створив власну організацію — «команду супергероїв» Rain City Superhero Movement з десяти активістів, які допомагали йому патрулювати місто. Усі члени мали відповідні псевдоніми: Колючка (Thorn), Червоний Дракон (Red Dragon), Зелений Жнець (Green Reaper), Катастрофа (Catastrophe), тощо. Дружина Джонса також брала участь в русі чоловіка під ім'ям Пурпурова Влада (Purple Reign).

### Реакція органів правопорядку на діяльність Джонса
Відносини Фенікса Джонса та місцевої поліції вкрай напружені. Міський прокурор називає Джонса «людиною, яка глибоко помиляється».